# Battle for Pandora
Pour plus de détails, voir Fiche technique et Distribution.
Battle for Pandora est un film de science-fiction américain réalisé par Noah Luke, sorti en 2022. Il met en vedettes dans les rôles principaux Tom Sizemore, Kristos Andrews et Becca Buckalew.

## Synopsis
Le signal de détresse d’un vaisseau de recherche est reçu sur Terre. L'United States Space Force envoie alors un vaisseau de sauvetage sur Pandora, une lune de Saturne. Mais quand les sauveteurs essaient d’atterrir, ils découvrent que Pandora est déjà habitée par une espèce humanoïde très évoluée, qui n’abandonnera pas ses prisonniers terriens sans combattre.

## Distribution
- Tom Sizemore[3] : Commander Hank Lewis
- Mark Riketson[3] : Dr. Cliff Ryan
- Kristos Andrews[3] : Gregory Black
- Richard Chiu : Kyle Vidman
- Michael Scovotti : Colonel William Bradly[4]
- Natalie Storrs : Dr. Jennifer Ryan
- Plastic Martyr : Wanda Smith
- Drew Anthony Hernandez : Randolph Perkins
- Azeem Vecchio : Markus Richards
- Nadja Sofi : Sophie Valdez
- Becca Buckalew : Allie Craven
- Jhey Castles : Amiral Doreen Harris[1]

## Production

### Tournage
Le tournage a eu lieu à Los Angeles, en Californie, aux États-Unis. Le film est sorti le 2 décembre 2022 aux États-Unis, son pays d’origine.

## Accueil

### Réception critique
Sur FirstShowing, Alex Billington ironise sur le studio The Asylum qui parodie tous les blockbusters hollywoodiens, et a sorti son film deux semaines avant la sortie en salles de Avatar : La Voie de l'eau de James Cameron , qui se déroule sur la planète « Pandora ». Hormis la couleur bleue qui domine beaucoup de scènes, l'intrigue mixe Avatar avec The Abyss du même réalisateur.
Sur IMDB v2.2, ck100 surenchérit : « Non, ce n’est pas un film Avatar. Mais c’est ce que vous obtiendriez si le tentacule d’eau de The Abyss était maléfique et tuait des gens. Battle for Pandora est un mockbuster (...) réalisé par le cinéaste Noah Luke, auteur d’autres longs métrages de The Asylum appelés Jungle Run, Python of Jungle, Moon Crash, Thor : God of Thunder et Attack on Titan.